# Конвенто Франческано (Кјети)
Конвенто Франческано (итал. Convento Francescano) је насеље у Италији у округу Кјети, региону Абруцо.
Према процени из 2011. у насељу је живело 11 становника. Насеље се налази на надморској висини од 716 м.